# Laura Athayde

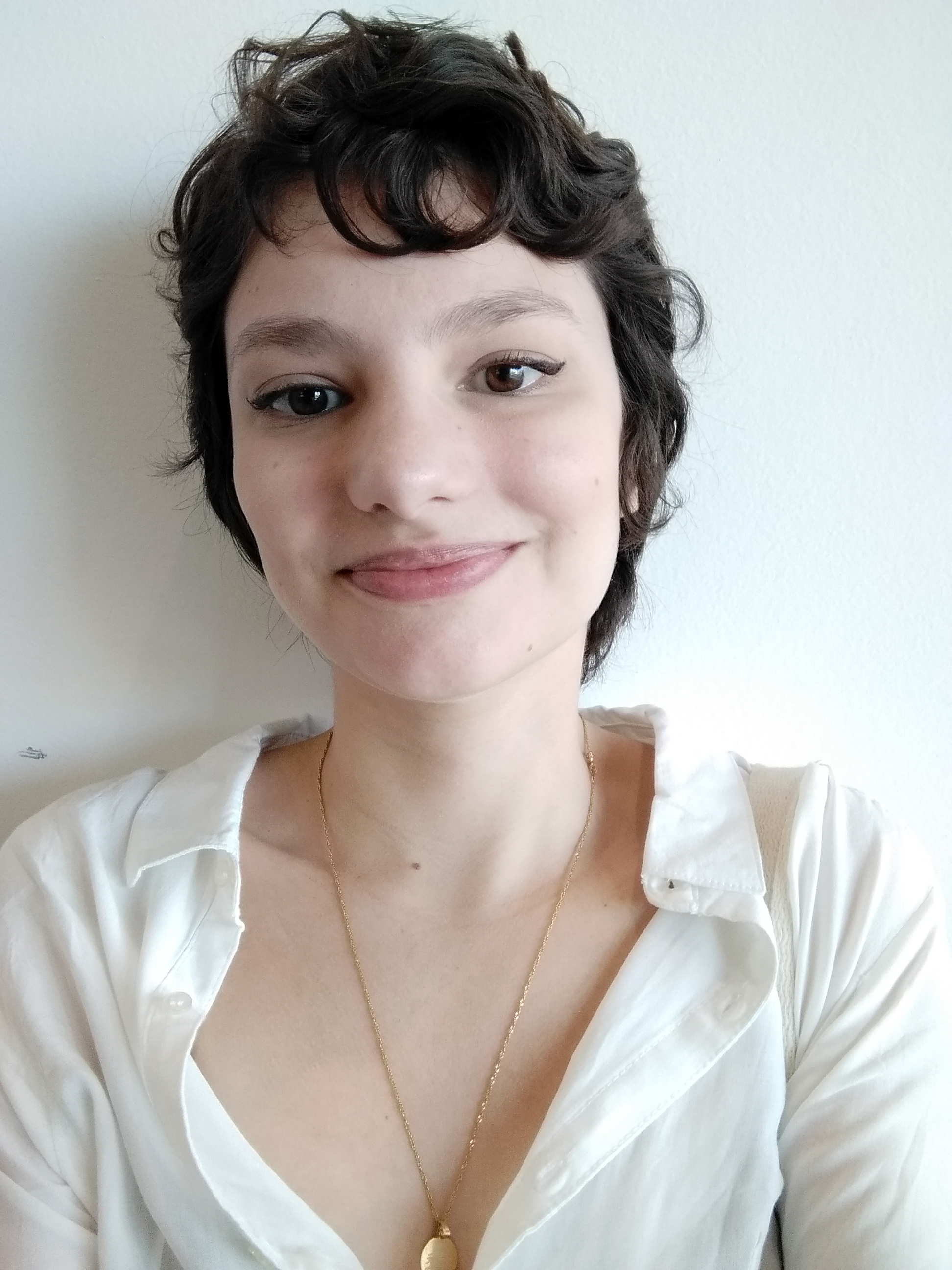
Laura Athayde

Laura Athayde (Manaus) é uma quadrinista e ilustradora brasileira. Formada em Direito e em Design Gráfico, começou sua carreira de quadrinista em 2013, postando suas criações em suas redes sociais e participando de publicações coletivas. Desde então, já ilustrou para editoras como Companhia das Letras, Record, Planeta, Melhoramentos e para a Revista Piauí, dentre outras. Também já publicou seus quadrinhos na Folha de S.Paulo, Veja SP, Revista Continente e The Nib Magazine e ilustrou campanhas publicitárias para Salon Line, Nivea, Netflix, Telecine e Staedtler.
Foi finalista do Prêmio Jabuti de Ilustração e, em 2018, lançou a HQ independente Histórias Tristes e Piadas Ruins, pela qual ganhou, no ano seguinte, o 31º Troféu HQ Mix na categoria "melhor publicação independente de autor".
Seu principal trabalho é a série de HQs curtas Aconteceu Comigo - Histórias de mulheres reais em quadrinhos, que apresenta relatos reais de situações discriminatórias enfrentadas diariamente por mulheres a partir de histórias recebidas pelas redes sociais da autora e também através de um formulário anônimo. A série foi contemplada pelo edital Rumos Itaú Cultural e publicada em 2020 em parceria com o Itaú Cultural e Balão Editorial. O livro recebeu o prêmio Angelo Agostini em 2022.
A série Aconteceu Comigo foi objeto da tese de doutorado "Aconteceu Comigo: Mulheres, narrativas de vida e violências nos quadrinhos de Laura Athayde", de Nara Bretas Lage, e do artigo "#AconteceucomigoHQ: relatos de Gordofobia e Pressão Estética em Quadrinhos", de Fabiana Gillet e Luiz Cezar Silva dos Santos.
Em 2023, publicou de forma independente o fanzine Eu quero ser a sua casa, que venceu o prêmio Angelo Agostini no ano seguinte.